# Maria Pilar van Beieren

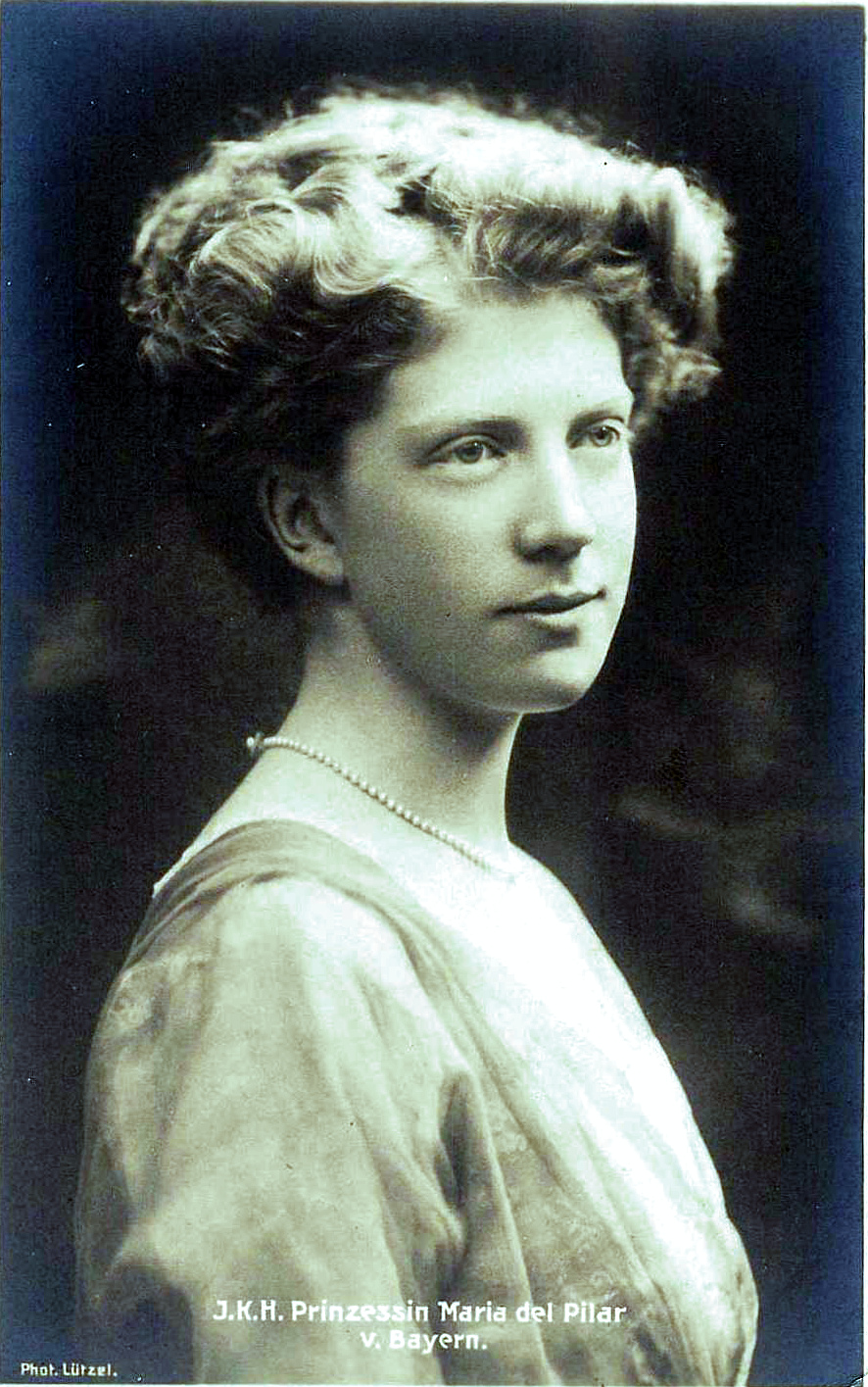
Prinses Maria Pilar van Beieren

Maria del Pilar Eulalia Antonia Isabella Ludovika Franciska van Beieren (Slot Nymphenburg, 13 maart 1891 – aldaar, 29 januari 1987) was een Beierse prinses uit het huis Wittelsbach.
Zij was het jongste kind van Lodewijk Ferdinand van Beieren en diens nicht Maria de la Paz van Spanje. Zelf bleef ze ongehuwd. Ze is de auteur van een boek over koning Alfons XIII van Spanje die een volle neef van haar was. Prinses Maria Pilar schilderde en was veertig jaar voorzitter van de Beierse afdeling van het Internationaal Rode Kruis. Deze afdeling was overigens opgericht door haar neef prins Constantijn van Beieren.

## Werken
- Pilar of Bavaria & Desmond Chapman-Huston: Don Alfonso XIII. A Study of Monarchy. Londen, Murray, 1931.
- Pilar of Bavaria & Desmond Chapman-Huston: Bavaria the Incomparable. An Unpretentious Travel Book. Londen, Cassell, 1934.

- Biblioteca Nacional de España: XX1464114
- Gemeinsame Normdatei: 118820761
- International Standard Name Identifier: 0000 0000 6236 605X
- Trove: 1483456
- Virtual International Authority File: 89274262
- WorldCat: E39PBJjRVXmfCQC8KxhMRMp9Dq